# 25・デ・マヨ (1860年代頃の船)
25・デ・マヨ (25 de Mayo) はアルゼンチン海軍の船。鉄製船体の外輪船。パラグアイ戦争でパラグアイに捕獲されて使用されている。
排水量110トン、長さ37.0m、幅5.0m、深さ4.75m、平均吃水1.8m。蒸気機関1基搭載で、出力28馬力。帆装は二檣スクーナー。兵装は1859年時点では12ポンド砲9門、1860年時点では16ポンド砲6門と6ポンド砲1門。
「25・デ・マヨ」はアルゼンチンの資料で、1859年のブエノスアイレス州戦隊の武装汽船として最初に登場する。
1965年4月13日、「25・デ・マヨ」と「グアレグアイ」が派遣されていたコリエンテスがパラグアイの「タクアリ」、「Ygurey」、「パラグアリ」、「Marqués de Olinda」、「Yporà」による攻撃を受けた際、2隻は捕獲された。パラグアイ艦隊が港へ向かうという状況で「25・デ・マヨ」艦長は非常措置をとらず、砲からは人が離れた。結果、「Ygurey」と「Yporà」に左右につかれた。パラグアイの小銃兵が射撃し、アルゼンチン側も反撃を試みるもすぐに制圧された。艦長以下49名が捕虜となり、28名が死亡。6名のみが逃げられた。
「25・デ・マヨ」は「グアレグアイ」、「Igurei（またはYgurey）」は1866年2月20日にPaso de la Patriaで1000名の軍を乗せると、パラナ川沿いのItatíへ向かった。同地の敵軍は撤退し、パラグアイ軍は町と宿営地を略奪、破壊。その後、「グアレグアイ」を残し、2隻はHumaitáに戻った。
1867年10月下旬、ブラジル軍はTayí攻略に向かう。10月30日、「25・デ・マヨ」と「Olimpo」はブラジル軍が派遣した偵察隊を攻撃して追い払った。11月2日、Tayíでの戦闘で「25・デ・マヨ」は大破した。
1869年1月、アスンシオンが占領される。同地で「25・デ・マヨ」は発見され、同年3月アルゼンチン海軍に戻った。「25・デ・マヨ」はブエノスアイレスへ曳航され、そこで状態劣悪のためハルクとしても使用できないとされた。「25．デ・マヨ」のその後は不明である。